# Hồng Vân (ca sĩ)
Hồng Vân (tên đầy đủ: Nguyễn Thị Hồng Vân, sinh ngày 12 tháng 2 năm 1949) là một nữ ca sĩ nhạc tiền chiến và dân ca Việt Nam. Bà cùng với Tuyết Hằng và Thu Hà lập thành một ban tam ca nổi tiếng gọi là ban tam ca Đông Phương trước năm 1975 tại Sài Gòn.

## Tiểu sử
Bà sinh ngày 12 tháng 2 năm 1949 tại Huế.. Bà sinh ra trong một gia đình hoàng tộc, có bà nội mang dòng họ Tôn Nữ. Cả gia đình đều rất yêu nghệ thuật, tuy nhiên cha mẹ cô đã chia tay từ khi còn nhỏ, khiến cô phải về Quảng Ngãi sinh sống. Bà đã từng học nhạc với các nhạc sĩ Lê Thương, Hùng Lân,... và thuộc tất cả các bài thơ của Huy Cận, Đinh Hùng từ khá sớm..
Năm bà 18 tuổi, bà đi lấy chồng sớm và vào Sài Gòn. Tuy nhiên, dù đã lấy chồng sớm, bà vẫn rất ham học. Bà vẫn tham gia các buổi tọa đàm ngâm thơ tại Sài Gòn..
Năm 1967, bà bắt đầu ngâm thơ trong ban Tao Đàn và hát ở đài phát thanh. Bà cùng Tuyết Hằng và Thu Hà tạo nên ban Tam ca Đông Phương nổi tiếng khắp miền Nam Việt Nam trước năm 1975, chuyên hát dân ca Việt Nam. Ngoài ra, bà còn hát nhạc tiền chiến và một số bài hát nhạc vàng.
Sau năm 1975, bà ở lại Việt Nam. Bà đã từng đi hát ở các đoàn Bông Sen, Bông Hồng và Hương Miền Nam. Cho đến bây giờ, bà vẫn còn đi hát và đang làm giảng viên cho Trường Đại học Sân khấu - Điện ảnh Thành phố Hồ Chí Minh.
Bà được phong tặng danh hiệu nghệ sĩ ưu tú vào năm 2001. Vào năm 2013, bà bị tai nạn và cướp tài sản, khiến bà bị chấn thương rất nặng..

## Ban tam ca Đông Phương
Ban tam ca Đông Phương là một nhóm tam ca Việt Nam được thành lập vào năm 1969 bởi Tuyết Hằng, Hồng Vân và Thu Hà, một thời gian có hát trong phòng trà Đêm Màu Hồng của Phạm Đình Chương ở Sài Gòn. 
Tuyết Hằng từng tham gia thu âm các trường ca như "Mẹ Việt Nam", "Con đường Cái Quan" của Phạm Duy, thu thanh cho phần diễn xuất của nghệ sĩ Thanh Nga trong nhạc kịch "Cô gái điên" của Hoàng Thi Thơ (có trích vào phim Người cô đơn năm 1972). Tuyết Hằng biết được một số bài dân ca qua thời gian cộng tác thu thanh với nhạc sĩ Hùng Lân. Bà từng là nhân viên Đài Tiếng Nói Tự Do, sau chuyển sang đài Mẹ Việt Nam. Đài Tiếng Nói Tự Do chuyên phát thanh từ Huế trở ra miền Bắc nên các tiết mục dân ca trên đài lại không được biết nhiều ở miền Nam, do đó bà muốn phổ biến thể loại này. Hồng Vân thì có tiếng ngâm thơ rất hay, còn Thu Hà là bạn từ trước của Tuyết Hằng. Ba con người cùng hợp lại thành một ban tam ca, không hẹn mà gặp lại đến từ ba miền Việt Nam, đó là Thu Hà miền Bắc, Hồng Vân miền Trung và Tuyết Hằng miền Nam.
Ban tam ca Đông Phương chủ yếu biểu diễn dân ca cổ truyền ba miền. Nhiều tiết mục đã được Đài Phát thanh Sài Gòn tuyển lựa vào một cuốn băng tổng hợp gửi đi dự giải dân ca quốc tế ở Đài Bắc, Trung Hoa Dân Quốc đạt giải Nhất. Các nhạc sĩ hòa âm tiết mục cho ban thường là Phạm Trọng và Anh Linh (cựu thành viên ban AVT nổi tiếng).
Sau năm 1975, chỉ có Hồng Vân ở lại Việt Nam, còn Tuyết Hằng và Thu Hà sang Hoa Kỳ định cư. Thu Hà làm bác sĩ tại San Jose, California.
Sau này tại Hoa Kỳ, có ban tam ca Đông Phương Hải Ngoại được thành lập gồm các thành viên là Sơn Ca, Diệu Hoàng và Thúy Lan..

## Album

### Trước 1975
- Băng Dân ca Việt Nam - Chansons folkloriques du Viet-Nam - Vietnamese Folk Songs: riêng cho ban tam ca Đông Phương
- Băng Continental 6: Dân ca 3 miền - Nam, Trung, Bắc (1974)
- Băng Hoàng Thi Thơ 2: Việt Nam như đóa hoa xinh
- Băng Nguyên Thảo 2

## Danh sách tiết mục
Danh sách này không đầy đủ, bạn cũng có thể giúp mở rộng danh sách.

### Phim ảnh
- Hải Nguyệt (1998) vai Bà Hải Hương

| - Hát bai, hai bát - Hát hội trăng rằm - Hoa thơm bướm lượn - Mô, tê, răng, rứa - Lý con sáo - Lý đò đưa - Lý ngựa ô - Lý qua đèo - Lý quạ kêu - Lý tình tang - Ngồi tựa song đào - Qua cầu gió bay - Ru con - Trống cơm - Xe chỉ luồn kim | - Bóng hồng Việt Nam - Dân ca 3 miền - Đào - Mùa thu câu ca - Mưa trên phố Huế - Ngày xưa có còn - Thần Kinh thương nhớ - Tiếng sông Hương - Văn tế khóc chồng - Tống biệt hành |